# Kohat Toi
Kohat Toi és un riu del Panjab (Pakistan), al districte d'Hangu i districte de Kohat a la Província de la Frontera del Nord-oest. Neix a les muntanyes dels Territoris Tribals d'Administració Federal a la vall que separa les dues serralades paral·leles de les muntanyes i entra després al districte d'Hangu al nord-est de la ciutat d'Hangu. Rep un torrent considerable que rega el baix Miranzai i arriba fins al districte de Kohat, prop de la qual gira al sud passant per les muntanyes dels Adam Khel Afridis; 25 km més avall gira a l'est i després de 27 km desaigua l'Indus a 33° 24′ N, 71° 51′ E / 33.400°N,71.850°E a uns 58 km al sud-est de Kohat (en línia recta).